# Contramesana
En náutica, la contramesana (palo de buenaventura) en los barcos con cuatro mástiles verticales, es el mástil o palo situado más a popa, entre esta y el palo de mesana. En este palo se largaba a manera de un baticulo una vela latina pequeña, conocida con la misma denominación.
En los barcos de más de tres palos no tienen una nomenclatura estándar.

## Historia
Cristóbal Colón, en su cuarto viaje perdió la contramesana y el palo mayor a causa de una tormenta que se desató cuando intentaba llegar a España desde Santo Domingo. Tuvo que navegar sin ella y sin dicho palo hasta que arribó a San Lucar de Barameda.